# 극장판 도라에몽: 진구의 우주표류기
극장판 도라에몽: 진구의 우주표류기 (映画ドラえもん のび太の宇宙漂流記)는 후지코 F. 후지오의 만화 도라에몽의 에피소드 중 하나이자
1999년 3월 11일에 개봉한 도라에몽 20번째 영화(극장판)다.

## 약력

### 줄거리
타케시와 스네오는 우주 게임을 하고 있었다. 그런데 지나치게 게임을 하다보니까, 결국 타케시와 스네오는 게임 속의 우주계 속으로 빨려들어간다. 한편 진구와 도라에몽은 시즈카와 같이 우주 체험 놀이를 하고 있었다. 타케시와 스네오를 구하기 위한 도라에몽 일행의 여행은 시작된다.

## 무대
지구에서는 서기 1980년대이지만, 지구를 벗어나면 지구보다도 훨씬 더 문명이 발달된 시대들이 너무 많아서 거의 미래 시대로 봐도 무관하다.(어차피 우주계를 포함한 우주 공간의 넓은 부분은 시간이란 개념이 모호하기 때문이다.)

## 주제가
오프닝도라에몽의 노래 (ドラえもんのうた)
노래 : 야마노 사토코
엔딩계절이 지나갈때 (季節がいく時)
노래 : SPEED
기타 노래주머니 속에 (ポケットの中に)
노래 : 도라에몽, 노비타, 자이언, 스네오, 시즈카

## 기타
이 작품은 우리나라에서는 2009년 5월 5일 챔프와 애니원에서 첫 방송을 했으며 그 이후에도 방송한적이 있다.